# Fugget About It
Fugget About It ist eine kanadische Animationsserie, die zwischen 2012 und 2016 produziert wurde. Die deutschsprachige Erstausstrahlung erfolgte am 9. Mai 2021 auf Comedy Central.

## Handlung
Der Mafioso Jimmy Falcone, Mitglied der New Yorker Mafia-Familie Gambini, tötet Don Gambini, den Kopf des Clans. Da nun die gesamte Gambini-Familie Jagd auf ihn macht, begibt sich Jimmy in ein Zeugenschutzprogramm des FBI. Er wird daraufhin mit seiner Familie ins kanadische Regina in die Provinz Saskatchewan umgesiedelt, wo sie unter dem Namen McDougal ein neues Leben beginnen sollen. Jimmy fällt jedoch bald in sein rüdes Mafia-Verhalten zurück, was den Neubeginn in Kanada immer wieder gefährdet.

## Synchronisation
Die Dialogregie für die deutschsprachige Synchronisation der Serie übernahm Marlene Opitz.
| Rolle                          | Englischer Sprecher  | Deutscher Sprecher    |
| ------------------------------ | -------------------- | --------------------- |
| James Danger „Jimmy“ Falcone   | Tony Nappo           | Marco Kröger          |
| Cookie Falcone                 | Jacqueline Pillon    | Tanja Dohse           |
| Francesco „Cheech“ Falcone     | Chuck Shamata        | Holger Mahlich        |
| Theresa Maria Falcone          | Emilie-Claire Barlow | Manuela Bäcker        |
| Peter Frampton „Petey“ Falcone | Danny Smith          | Tim Kreuer            |
| Gina Madonna Falcone           | Linda Kash           | Runa Pernoda Schaefer |
| Special Agent Strait McCool    | Ted Atherton         | Daniel Schütter       |

## Auszeichnungen und Nominierungen
- 2014: Bei den Canadian Screen Awards 2014 der Academy of Canadian Cinema & Television erhielt Fugget About It eine Nominierung in der Kategorie „Best Animated Program or Series“. Außerdem wurde Ted Atherton für seine Rolle des Special Agent Strait McCool in der Episode The Full Mountie in der Kategorie „Best Performance in an Animated Program or Series“ nominiert.[2]
- 2015: Bei den ACTRA Awards 2015 in Toronto wurde Tony Nappo (als James Danger 'Jimmy' Falcone) in der Kategorie „Outstanding Performance – Voice“ nominiert.[3]
- 2017: Bei den ACTRA Awards 2017 gewann Linda Kash (als Gina Falcone) in der Kategorie „Outstanding Performance – Voice“ den Preis für die Folge Vagina’s Got Talent.[4]

## Sonstiges
Als Gaststars treten in der Serie unter anderem Howie Mandel, Alan Thicke, Andrea Martin und Jason Jones auf.
In den USA wurde Fugget About It durch den Streaminganbieter Hulu angeboten.